# Harpiosquilla stephensoni
Harpiosquilla stephensoni is een bidsprinkhaankreeftensoort uit de familie van de Squillidae. De wetenschappelijke naam van de soort is voor het eerst geldig gepubliceerd in 1969 door Manning.